# Argula von Grumbach
Pour les articles homonymes, voir Grumbach.
Argula von Grumbach, née von Stauffen en 1492 à Beratzhausen (Bavière) et décédée le 23 juin 1568 à Zeilitzheim, est une réformatrice et une écrivaine bavaroise. Elle s'est notamment illustrée par ses pamphlets en 1523, qui sont les premiers écrits féminins en faveur de la Réforme.

## Biographie
Argula von Stauffen est la fille de Bernardin von Stauffen et de Katharina von Toerring. Elle naît et grandit au sein d'une famille noble dans le château de l'Ehrenfels (de) dans la commune actuelle de Beratzhausen en Bavière. À l'âge de dix ans, son père lui offre une Bible illustrée en langue allemande et l'envoie chez la duchesse Cunégonde, une sœur de l'empereur Maximilien Ier afin de lui garantir une éducation digne de son rang. Bien qu'elle n'apprit pas le latin, elle apprit ainsi à lire et à écrire en allemand. Malheureusement, peu de temps après son entrée à la cour en 1509, ses deux parents décèdent dans un intervalle de cinq jours, probablement à cause de la peste. Son oncle et protecteur, Hieronymus, est exécuté quelques années plus tard. La jeune Argula se voit donc dans l'obligation de trouver un mari au plus vite. En 1516, elle épouse Frédéric von Grumbach. Ils ont une fille, Apollonia, et trois fils, Georg, Hans Georg et Gottfried.

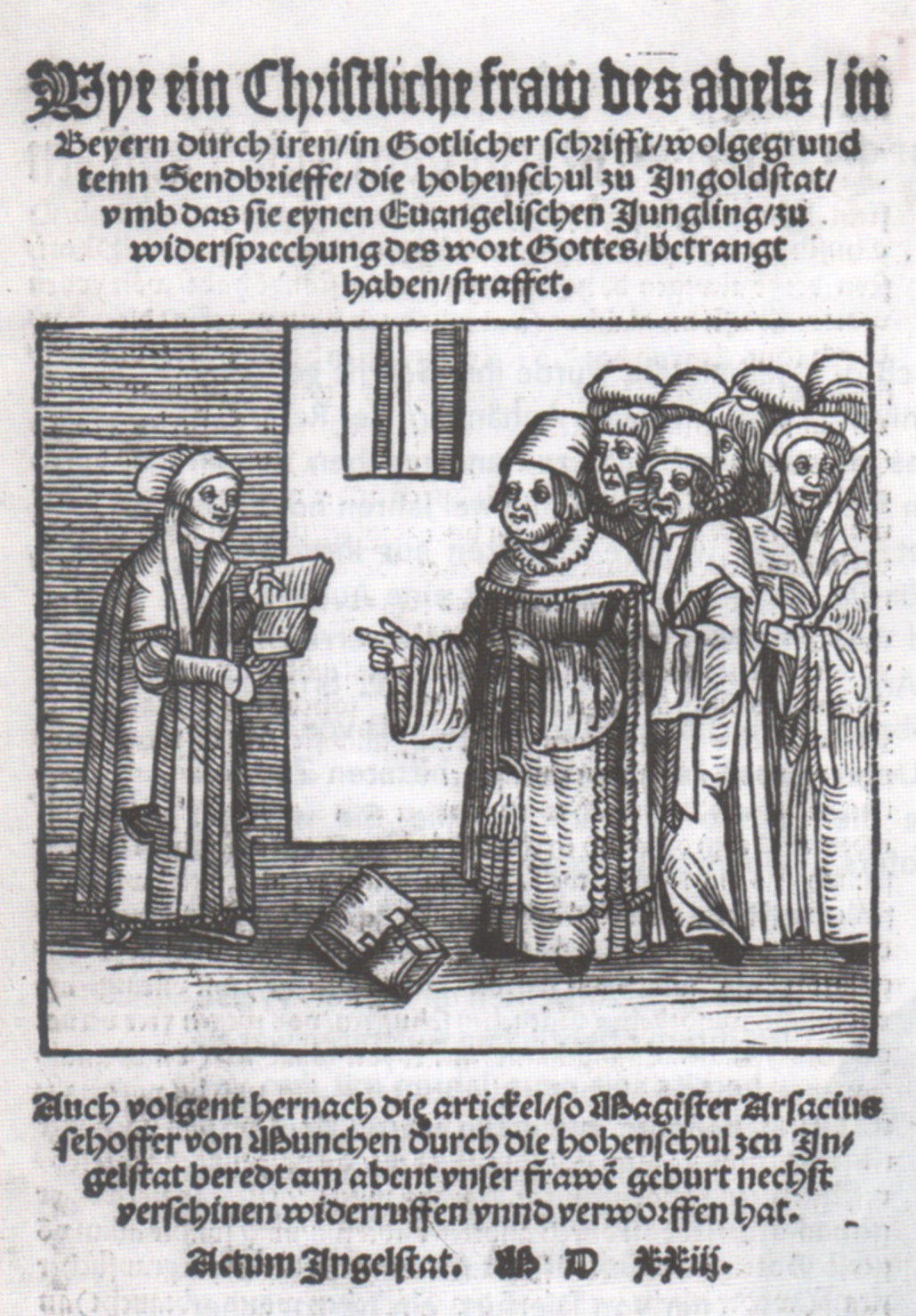
Page de titre de Wie ain Christliche Fraw des Adels [...].

Dès 1520, Argula von Grumbach se passionne pour les écrits de Martin Luther. Elle décide officiellement de prendre position en 1523, lorsque le professeur Arsacius Seehofer de l'université d'Ingolstadt est arrêté pour s'être rallié à la Réforme. Il est obligé d'abjurer (et donc de retirer ses propos). Elle écrit alors un violent pamphlet, où elle défie l'Université et propose d'organiser un débat avec ses membres. « Je ne vous ai pas écrit des commérages de femmes », dit-elle. Elle reproche particulièrement à l'Université de ne s'être appuyée sur aucune citation de la Bible lorsqu'elle a condamné Seehofer. C'est la première fois qu'une femme milite ouvertement pour la nouvelle pensée évangélique. Ce pamphlet a un tel retentissement qu'il est publié un peu partout dans le Saint-Empire. Il est par exemple édité au cours de la même année à Strasbourg par Martin Flach l'Ancien. Après ce succès, Argula écrit encore deux autres pamphlets. Elle y dénonce les pratiques du clergé et en particulier celles qui ont maintenu les femmes dans l'ignorance, leur proscrivant l'accès au savoir.
Les conséquences de ces publications ne se font pas attendre : son mari est démis de ses fonctions de Pfleger (un poste de l'administration) à Dietfurt dès octobre 1523. Privée de sources de revenus, la famille Von Grumbach plonge dans une situation précaire. Rongé par les inquiétudes financières, Frédéric von Grumbach devient violent avec sa femme et lui interdit d'écrire. Sa santé se détériore rapidement et il décède en 1529. L'année suivante, Argula rencontre Luther à Cobourg. En 1533, elle se remarie avec un partisan des idées luthériennes, le comte von Schilck, mais celui-ci décède à son tour deux ans à peine après leur mariage. La situation de l'écrivaine devient d'autant plus difficile qu'elle doit surmonter la perte de trois de ses enfants (Apollonia et Georg en 1539 et Hans Georg en 1544). Elle ne fait plus imprimer de textes, toutefois elle garde ses convictions et reste active, entretenant de nombreuses correspondances.
On ne sait que peu de choses sur la fin de sa vie. Pendant longtemps, on a cru qu'elle était décédée en 1554, mais il semblerait qu'elle ait vécu jusqu'en 1563. Sa tombe se trouve au cimetière luthérien de St-Sigismund à Zeilitzheim.
La mémoire d'Argula von Grumbach est célébrée le 23 juin dans le calendrier des saints de l’Église luthérienne (de).

## Œuvres
- Wie ain Christliche Fraw des Adels [...] Sendtbrieffe, die Hohenschul zu Ingolstadt, 1523.
- Ein Christleliche schrifft, [...] Dem Durchleuchtigen [...] Wilhelmen, Pfaltzgrauen bey Reyn, 1523.
- Dem Durchleüchtigen [...] Johansen, Pfaltzgrauen bey Reyn, 1523[4].